# Vila Nova de Cerveira
Vila Nova de Cerveira is een gemeente in het Portugese district Viana do Castelo.
De gemeente heeft een totale oppervlakte van 109 km² en telde 8852 inwoners in 2001.

## Plaatsen in de gemeente
- Campos
- Candemil
- Cornes
- Covas
- Gondar
- Gondarém
- Loivo
- Lovelhe
- Mentrestido
- Nogueira
- Reboreda
- Sapardos
- Sopo
- Vila Meã
- Vila Nova de Cerveira

Arcos de Valdevez · Caminha · Melgaço · Monção · Paredes de Coura · Ponte da Barca · Ponte de Lima · Valença · Viana do Castelo · Vila Nova de Cerveira

Portugal: Districten